# Combatentes da Liberdade
Os Combatentes da Liberdade (Freedom Fighters), são um grupo de heróis que pertenciam originalmente a  extinta editora Quality Comics, e que atualmente é propriedade da DC Comics. É importante ter em mente que embora os personagens tenham sido criados pela Quality, eles não foram reunidos em um grupo deste nome até serem adquiridos pela DC. O único personagem da Quality que não foi adquirido pela DC foi The Spirit, de Will Eisner.
A equipe dos Combatentes da Liberdade apareceu pela primeira vez na revista Justice League of America #'s 107 e 108 (outubro e dezembro de 1973), escrita por Len Wein e desenhada por Dick Dillin. A série própria iniciou-se na revista Freedom Fighters #1 (abril de 1976), escrita por Gerry Conway e Martin Pasko, com desenhos de Rik Estrada.

## Origens ficcionais
Durante a Segunda Guerra, todo o Teatro Europeu ficou debaixo da barreira mística. Personagens místicos ou suscetíveis a magia ficavam sob o domínio do Fuhrër, e meta-humanos comuns tinham seus poderes temporariamente cancelados.
Esta foi a versão que o escritor Roy Thomas propôs para explicar porque a Segunda Guerra, com pesos pesados como Espectro e Sr. Destino do lado dos Aliados, durou 6 anos, e não 10 minutos. Esta barreira foi criada pelo ocultista Rei Dragão a serviço de Hitler, utilizando uma máquina energizada pelo Santo Graal e a Lança do Destino.
A primeira equipe dos Combatentes da Liberdade foi reunida em 7 de dezembro de 1941. O grupo falhou em deter o ataque a Pearl Harbor e Magno foi morto. Essa versão surgiu de uma história recontada por Roy Thomas.
Uma vez que a barreira mística impedia os heróis de atuarem na Guerra, o Tio Sam, teimoso como ele só, resolveu ir para a Terra X, outra dimensão onde havia nazistas, mas não havia barreira mística. Nesse mundo as tropas do Eixo prolongaram a Segunda Guerra por várias décadas, com a invasão dos japoneses da Califórnia e o desenvolvimento de armas nucleares pelos nazistas.
Uma segunda formação dos Combatentes da Liberdade lutou nesse mundo (foram incluidos outros heróis da antiga Quality Comics): Abelha Vermelha, Miss América, Caçador, Homem Borracha e Quicksilver.
Embora muito corajosos, a Segunda Guerra durou décadas na Terra X, e só foi ganha quando o grupo recebeu apoio conjunto da Sociedade da Justiça e a Liga da Justiça. O que a DC nunca explicou é como os Combatentes continuaram jovens, já que a Segunda Guerra na Terra X durou décadas...

## Eles não sabiam o que queriam...
Depois que a Segunda Guerra acabou, a Terra X ficou monótona. Não havia mais grandes desafios para os Combatentes, que resolveram migrar para a Terra 1, em Freedom Fighters 1, de 1976.
Parece que eles ficaram por lá até o final da série, que durou menos de 20 números, quando novamente retornaram a Terra X.
Após a Crise nas Infinitas Terras, a equipe voltou a fazer parte do Universo DC e todos os membros passariam para o Comando Invencível.
Era objetivo de Roy Thomas que os Combatentes ocupassem o vácuo deixado por Superman da Terra 2, Batman da Terra 2, Mulher-Maravilha da Terra 2, Aquaman da Terra 2, Arqueiro Verde da Terra 2 e Robin da Terra 2.
Nessa realidade, anos após a Guerra, uma terceira formação apareceu nos anos de 1980. A Sociedade da Justiça, Falcões Negros e os Combatentes da Liberdade foram capturados pelos alienígenas Appellax e ficaram numa dimensão intermediária. Foram libertados pela Liga da Justiça.
Em liberdade, a equipe teve uma rápida duração, quando então O Flamejante foi morto numa luta contra o Fantasma Prateado.
Uma quarta versão apareceu para ajudar a nova Sociedade da Justiça: Bomba Humana, Condor Negro e Lady Fantasma foram mortos pela Sociedade Secreta dos Supervilões na revista Crise Infinita #1. Tio Sam sobreviveu mas Detonador foi bastante machucado, Munro de Ferro escapou e Ray foi capturado pelo Pirata Psíquico e levado a dimensão de Alexander Luthor da Terra 3.

### Equipe Atual
Uma nova formação dos Combatentes da Liberdade estreou na minissérie Crisis Aftermath: The Battle for Blüdhaven e mais tarde protagonizou sua própria série chamada Uncle Sam and the Freedom Fighters, lançada em julho de 2006. O time consiste na nova encarnação dos heróis  Lady Fantasma, Ray (Stan Silver), Bomba Humana, Pequeno Polegar (Doll Man), Pé Grande (Bigfoot), Detonador e Face. Como parte da S.H.A.D.E., uma agência secreta governamental criada pela Lei Patriota e liderada pelo Pai Tempo. Essa nova equipe comete assassinatos e outras ações ilegais contra criminosos e organizações terroristas. Na revista #1 de Uncle Sam and the Freedom Fighters, a equipe é enviada para capturar o revivido Tio Sam. Sam é recrutado pela S.H.A.D.E.
Essa nova formação foi baseada em anotações de Grant Morrison e escrita por Jimmy Palmiotti e Justin Gray. Pai Tempo é mostrado como auxiliar do Senador Frank Knight que foi morto em sua campanha presidencial mas é substituido por uma duplicata robô chamada de "Gonzo, o bastardo mecânico", que dá continuidade aos planos de implantar chips RFID em todos os cidadãos americanos.
Em Uncle Sam and the Freedom Fighters #3, os Combatentes da Liberdade enfrentam uma equipe criada pelo Pai Tempo chamada "First Strike".
Em Countdown #38, os Combatentes da Liberdade são vistos parando um missel nuclear lançado pelo Calculador.
Tio Sam, Labareda, o novo Pequeno Polegar e Bomba Humana deixam o grupo e os remanescentes formam a equipe chamada de Crusaders.

## Outras Versões
- Quando ao final de 52 em que um novo Multiverso foi revelado, a Terra-10 é chamada de Terra X (X é dez em numeral romano). A nova Terra X difere da original pré-Crise. Naquela, os Combatentes da Liberdade eram os único meta-humanos do planeta. Nessa nova versão, há uma contraparte nazista da Liga da Justiça que combate uma versão alternativa dos Combatentes da Liberdade.[2]
- Os Combatentes da Liberdade originais aparecem em Justice League Unlimited #17. Uma vingativa agência governamental os envia contra a Liga da Justiça. No desenho aparecem o Tio Sam, Pequeno Polegar, Bomba Humana, Lady Fantasma, Ray e Condor Negro. Em um diálogo e esclarecido que o Ray é o pai de Ray Terrill, que tinha surgido em outros episódios da Justice League Unlimited.
- Na minissérie The Authority: Revolution, os primeiros protagonistas é um grupo chamado de "Filhos da Liberdade" , heróis superpatriotas dos anos 40 e 50: Paul Revere, Minute-Maid, Johnny Rocketman, Human Hand-Grenade e Fallout.
- No Universo DC, os Filhos da Liberdade foram um grupo paramilitar fundado pela Agência Liberdade.
- Em Countdown Presents: The Search for Ray Palmer: Superwoman/Batwoman #1, de Justin Gray e Jimmy Palmiotti, a Terra-11 foi revelada como o lar de heróis com o gênero mudado em relação a Terra principal. Os Combatentes da Liberdade eram compostos de versões femininas de Ray, Bomba Humana, Condor Negro e, estranhamente, Etrigan, bem como uma versão masculina da Lady Fantasma. São liderados por Columbia, a versão feminina de Tio Sam.
- Numa linha de tempo alternativa que apareceu em The All-New Booster Gold #8, um grupo que se autodenomina Combatentes da Liberdade, era formado por Gavião Negro (Carter Hall),  Arqueiro Verde, Anthro, Wild Dog e Pantha.